# 일단 뜨겁게 청소하라!!
《일단 뜨겁게 청소하라!!》는 JTBC에서 2018년 11월 26일부터 2019년 2월 4일까지 방송된 월화 드라마이며, 동명의 다음 웹툰, 카카오 페이지를 원작으로 하는 일단 뜨겁게 청소하라의 그린 작품이다.

## 줄거리
목숨보다 청결이 중요한 꽃미남 청소업체 CEO 장선결과 청결보다 생존이 먼저인 열정 만렙 취준생 길오솔이 만나 펼치는 ‘무균무때’ 힐링 로맨스

## 등장 인물

### 주요 인물
- 윤균상 : 장선결 역 (아역 정지훈, 손상연) - 목숨보다 청결이 중요한 청소업체 최연소 꽃미남 CEO. 오솔의 남자친구. AG그룹 회장의 손자. 매화의 아들.
- 김유정 : 길오솔 역 (아역 최유리) - 청결보다 생존이 먼저인 열정 만렙 취준생. 선결의 여자친구.
- 송재림 : 최하인/다니엘 최 역 - 오솔네 옥탑에 살고 있는 백수남. 포어박사의 제자이자 선결의 담당 주치의. 심리정신과 의사 출신.

### 길오솔의 주변 인물
- 김원해 : 길공태 역 - 오솔의 아빠
- 이도현 : 길오돌 역 - 오솔의 동생. 주연의 남자친구.
- 도희 : 민주연 역 - 오솔의 절친한 친구. 오돌의 여자친구.

### 장선결의 주변 인물
- 김혜은 : 차매화 역 - 선결의 엄마. 차회장의 친딸.
- 안석환 : 차회장 역 - 선결의 외할아버지. 매화의 아버지.
- 유선 : 권비서 역 - 선결의 비서
- 김기남 : 김비서 역 - 매화의 비서

### 청소의 요정 직원들
- 학진 : 이동현 역 - 청소의 요정 멤버
- 차인하 : 황재민 역 - 청소의 요정 멤버
- 고건한 : 전영식 역 - 청소의 요정 멤버

### 주변 인물
- 손병호 : 양 회장 역 - 매화의 남자

### 그 외 인물
- 김정영 : 금자 역 - 장선결을 키워준 유모
- 한재웅
- 서영재
- 구민혁
- 박소희
- 손동화
- 김현주
- 김혜린
- 허태경
- 정혜인
- 김하영
- 김준희
- 이동용
- 이충훈
- 신희국
- 구자건
- 임용순
- 김태훈
- 권태진
- 강보라
- 김승비
- 서은우
- 강정연
- 박서영
- 정희영
- 박진국
- 김미나
- 강종성
- 이현서
- 손규원
- 최유송 : 왕보살 역
- 박민선
- 박찬우 : 영어면접자 역
- 김주희
- 이정헌
- 이윤재
- 김병철
- 손동화
- 박용
- 서왕석
- 주종혁
- 배윤경
- 장태민
- 이진권
- 박상윤
- 이혜라
- 홍예지
- 조민제
- 손정원
- 이준성
- 이하음
- 박한나
- 신희
- 남상란
- 전다솔
- 이수연
- 김하율
- 임승민
- 감례인
- 정우영
- 김인식
- 정동근
- 박중근
- 조용현
- 추정훈
- 권진우
- 서예화
- 윤동남
- 유지영
- 홍예지
- 함성민 : 피규어 주인 역
- 염지혜
- 유광수
- 김미혜
- 손상연
- 김한종 : 김주엽 역 - 상월동 성추행범
- 최찬숙
- 이소희
- 이혜라
- 박중근
- 김왕용
- 이진권
- 박상윤
- 은서라
- 최교식 : 아파트 경비원 역
- 최민준
- 이규섭 : 자기네 세차 구역이라고 말하는 남자 역
- 전재연
- 이유수 : 백금병을 데리고 가는 병원 관계자 역
- 이경도
- 이진권
- 박상윤
- 안민상
- 홍동영

### 특별출연
- 최웅 : 이도진 역 - 길오솔의 짝사랑 선배
- 나해령 : 김혜원 역 - 아나운서, 장선결의 맞선녀
- 박경혜
- 권우유 : 가수 역
- 박아인 : 이영은 역 - 길오솔이 청소한 회사 직원
- 우현 : 백금술 역 - 리플리 증후군 환자
- 조련 : 정혜원 역 - 길오솔과 길오돌의 엄마
- 김선빈
- 김주영 : 배우 역 - 황재민과 아는 사이인 남자
- 신소율 : 서지혜 역 - 호텔 직원
- 정재성 : 2년 후 길오솔이 취직한 스포츠회사 상사
- 류근지 : 이별 뒤 2년이 흘러 결벽증이 완치된 장선결이 공항에서 상대한 노숙자

## 시청률
최저 시청률과 최고 시청률은 시청률 조사회사와 지역별로 시청률에 차이가 있을 수 있습니다.
| 2018년 | 2018년    | 2018년                                        | 2018년         | 2018년       | 2018년      |
| 회차   | 방송일    | 부제                                          | AGB 시청률     | AGB 시청률   | TNmS 시청률 |
| 회차   | 방송일    | 부제                                          | 대한민국(전국) | 서울(수도권) | TNmS 시청률 |
| ------ | --------- | --------------------------------------------- | -------------- | ------------ | ----------- |
| 제1회  | 11월 26일 | 그 남자, 그 여자의 사정                       | 3.272%         | 3.605%       | 4.1%        |
| 제2회  | 11월 27일 | 우연은 원치 않은 자에게 조력을 베푼다         | 3.320%         | 3.201%       | 4.2%        |
| 제3회  | 12월 3일  | 시작은 키스!                                  | 3.483%         | 3.374%       | 4.1%        |
| 제4회  | 12월 4일  | 조금씩, 조금씩, 그렇게                        | 3.394%         | 2.986%       | 3.9%        |
| 제5회  | 12월 10일 | 새콤달콤 요구르트                             | 3.533%         | 3.708%       | 3.8%        |
| 제6회  | 12월 11일 | 왜냐하면 우리는 우리를 모르고                 | 2.997%         | 2.841%       | 3.5%        |
| 제7회  | 12월 17일 | 서로에게 닿는 동안                            | 3.435%         | 3.366%       | 3.8%        |
| 제8회  | 12월 18일 | 좋아하는 것과 좋아하는 것                     | 3.574%         | 3.516%       | %           |
| 제9회  | 12월 24일 | 꼭 좋아한다 말하지 않아도                     | 2.777%         | 2.864%       | %           |
| 제10회 | 12월 25일 | 비밀과 거짓말                                 | 3.304%         | 3.565%       | %           |
| 2019년 |           |                                               |                |              |             |
| 제11회 | 1월 14일  | 숨길 수 없어요                                | 2.131%         | %            | %           |
| 제12회 | 1월 15일  | 이보다 더 좋을 순 없다                        | 2.084%         | %            | %           |
| 제13회 | 1월 21일  | 내가 너의 어깨가 되어줄게                     | 2.139%         | %            | %           |
| 제14회 | 1월 28일  | 당신은 내가 더 좋은 사람이 되고 싶게 만들어요 | 2.027%         | %            | %           |
| 제15회 | 1월 29일  | 네가 미치도록 안고 싶을 때                    | 1.906%         | %            | %           |
| 제16회 | 2월 4일   | 일단 뜨겁게 사랑하라!!                        | 1.583%         |              | 1.8%        |

## 결방 사유 및 편성 변경
- 2019년 1월 7일 : JTBC스포츠 《2019 UAE 아시안컵》 대한민국 vs 필리핀 경기로 인한 결방.
- 2019년 1월 8일 : JTBC스포츠 《2019 UAE 아시안컵》 베트남 vs 이라크 경기로 인한 결방.
- 2019년 1월 22일 : JTBC스포츠 《2019 UAE 아시안컵》 대한민국 vs 바레인 경기로 인한 결방.
- 2019년 2월 4일 : 8시 50분부터 마지막회 방송.

## 동시간대 드라마
- tvN 월화드라마

《계룡선녀전》 (2018년 11월 5일 ~ 2018년 12월 25일)
《왕이 된 남자》 (2019년 1월 7일 ~ 2019년 3월 4일)

## 참고사항
당초 장선결 역에 안효섭이 확정되어 대본리딩까지 참석했으나 길오솔 역의 김유정의 건강 상의 이유로 촬영일이 연기 되자 스케줄 문제로 최종 하차 하였다

## 같이 보기
- 대한민국의 텔레비전 드라마 목록 (ㅇ)
- 2018년 대한민국의 텔레비전 드라마 목록
- 웹툰을 원작으로 삼은 드라마 목록